# Chautal
Chautal, ook wel chawtal of chowtal, is zowel een tala in Hindoestaanse muziek als een soort volkslied in de Noordoost-Indiase regio Bhojpuri. Chautals worden gezongen tijdens de Holi-Phagwa.
Muziekinstrumenten die tijdens een chautal worden bespeeld zijn de dhool en de madjira. Tijdens een chautal staan twee rijen zangers tegenover elkaar in een halve cirkel, met aan een zijde een dhool-drummer. Chautals hebben relatief eenvoudige melodieën en wisselen telkens in ritme en tempo, evenals tussen ingetogen passages en climaxen. Chautals worden over het algemeen voor het plezier in de eigen groep gezongen en niet voor een publiek.
Chautal is een overkoepelende term en kent subgenres als chautal zelf, jhumar, ulara, lej, baiswara, dhamar, rasiya, kabir, jogira. Begin 21e eeuw worden chautals in de regio Bhojpuri uitgevoerd, waar er sprake is van een terugloop in de interesse, en verder in Hindoestaanse gemeenschappen in bijvoorbeeld Suriname en andere landen in het Caribisch gebied.